# Harriet Owen
Pour les articles homonymes, voir Owen.
Harriet Owen née le 16 décembre 1993 à Oxford, est une coureuse cycliste britannique, qui court sur route et sur piste.

## Palmarès sur route

### Palmarès par années
- 2011
  -  Médaillée d'or de la course en ligne par équipes aux Jeux de la Jeunesse du Commonwealth
  -  Médaillée d'or du contre-la-montre par équipes aux Jeux de la Jeunesse du Commonwealth
- 2018
  - 6e étape du Tour of America's Dairyland
  - 2e étape de la Gateway Cup
  - 3e du Sunny King Criterium
  - 3e de la Clarendon Cup
  - 3e de l'Athens Twilight Criterium
- 2019
  - 3e étape de la Valley of the Sun Stage Race
  - Tour of America's Dairyland :
    - Classement général
    - 2e, 5e, 6e, 8e, 9e et 10e étapes

  - 4e étape de la Gateway Cup
  - 2e de la Clarendon Cup
  - 2e de la Gateway Cup
  - 3e de la Tucson Bicycle Classic
  - 3e de la Crystal Cup
- 2020
  - 1re étape du Tour de Murrieta
- 2021
  - Sunny King Criterium
- 2024
  - 3e du Sunny King Criterium
  - 3e de l'Athens Twilight Criterium

### Classement UCI
| Année                                 | 2018 |
| ------------------------------------- | ---- |
| Classement UCI                        | 417e |
|                                       |      |
| Légende : nc = non classéSource : UCI |      |

## Palmarès sur piste

### Championnats du monde
- Montichiari 2010 (juniors)
  -  Médaillée d'argent du scratch juniors

### Championnats de Grande-Bretagne
- 2010
  - 2e du scratch
  - 3e de l'américaine
- 2011
  -  Championne de Grande-Bretagne de l'américaine (avec Lucy Garner)
- 2012
  -  Championne de Grande-Bretagne de l'américaine (avec Lucy Garner)
  - 2e de la poursuite par équipes